# ليلة المذار
تشير ليلة المذار إلى حادث وقع في 14 فبراير 1992، تسلل فيه مقاتلون من فلسطينيو 48 من منطقة وادي عارة، وهم أعضاء في حركة الجهاد الإسلامي، إلى قاعدة تدريب عسكري لجيش الدفاع الإسرائيلي بالقرب من كيبوتس جلعد، في مرتفعات ميناشي، وقتلوا ثلاثة جنود إسرائيليين.